# Les Nomades du fer
 (juin 2025).
La mise en forme du texte ne suit pas les recommandations de Wikipédia : il faut le « wikifier ».
Les points d'amélioration suivants sont les cas les plus fréquents. Le détail des points à revoir est peut-être précisé sur la page de discussion.
- Les titres sont pré-formatés par le logiciel. Ils ne sont ni en capitales, ni en gras.
- Le texte ne doit pas être écrit en capitales (les noms de famille non plus), ni en gras, ni en italique, ni en « petit »…
- Le gras n'est utilisé que pour surligner le titre de l'article dans l'introduction, une seule fois.
- L'italique est rarement utilisé : mots en langue étrangère, titres d'œuvres, noms de bateaux, etc.
- Les citations ne sont pas en italique mais en corps de texte normal. Elles sont entourées par des guillemets français : « et ».
- Les listes à puces sont à éviter, des paragraphes rédigés étant largement préférés. Les tableaux sont à réserver à la présentation de données structurées (résultats, etc.).
- Les appels de note de bas de page (petits chiffres en exposant, introduits par l'outil «  Source ») sont à placer entre la fin de phrase et le point final[comme ça].
- Les liens internes (vers d'autres articles de Wikipédia) sont à choisir avec parcimonie. Créez des liens vers des articles approfondissant le sujet. Les termes génériques sans rapport avec le sujet sont à éviter, ainsi que les répétitions de liens vers un même terme.
- Les liens externes sont à placer uniquement dans une section « Liens externes », à la fin de l'article. Ces liens sont à choisir avec parcimonie suivant les règles définies. Si un lien sert de source à l'article, son insertion dans le texte est à faire par les notes de bas de page.
- La présentation des références doit suivre les conventions bibliographiques. Il est recommandé d'utiliser les modèles {{Ouvrage}}, {{Chapitre}}, {{Article}}, {{Lien web}} et/ou {{Bibliographie}}. Le mode d'édition visuel peut mettre en forme automatiquement les références.
- Insérer une infobox (cadre d'informations à droite) n'est pas obligatoire pour parachever la mise en page.

Pour une aide détaillée, merci de consulter Aide:Wikification.
Si vous pensez que ces points ont été résolus, vous pouvez retirer ce bandeau et améliorer la mise en forme d'un autre article.
Les Nomades du fer est un roman de science-fiction anthropologique de l'écrivaine américaine Eleanor Arnason, publié initialement en 1991. Il s'agit d'une histoire de premier contact entre des peuples d'une Terre future et une race intelligente et poilue de gens qui vivent sur une planète sans nom, loin de la Terre.
Aux côtés de White Queen, Les Nomades du fer a remporté le premier Prix Otherwise en 1991,. L'édition de poche ultérieure était constituée de deux volumes séparés, In the Light of Sigma Draconis et Changing Women, divisés au point de division naturel du roman.

## Intrigue
Les Nomades du fer est divisé en deux parties. La première traite principalement de la compréhension croissante de Lixia et de son implication dans la vie sur la planète. Peu après son arrivée sur la planète, elle rencontre Nia et commence à apprendre d'elle le langage des dons, qui est une sorte de langue commerciale. Elles quittent leur lieu actuel et voyagent vers l'ouest, rencontrant Derek et la Voix de la Cascade en chemin.
La seconde partie du roman traite principalement de la question de l'intervention. Les diverses factions d'humains, dont la plupart sont encore dans l'espace, sont en désaccord sur le degré d'intervention que les humains devraient avoir sur la planète. Des questions sont soulevées concernant la politique d'intervention.

## Personnages
- Nia est la femme éponyme du peuple de fer et originaire de la planète extraterrestre.
- Li Lixia est une humaine de la force expéditionnaire sur la planète ; la majeure partie du roman est écrite de son point de vue.
- Derek est un autre humain de la force expéditionnaire. Il rejoint Nia et Lixia très tôt.
- La Voix de la Cascade est un mâle de la même espèce que Nia. Il rejoint Nia et Lixia lorsque l'esprit de sa cascade lui dit de le suivre[3].

## Sources
1. ↑  (en-US) Sumana Harihareswara, « Eligible for nomination: 2023 books & stories by past Otherwise winners and fellows « Otherwise Award » , sur Otherwise Award, 23 février 2024 (consulté le 21 juin 2025)
2. ↑  (en) John Garrison, « Reviews: Eleanor Arnason's A Woman of the Iron People » [archive] , sur www.strangehorizons.com, 29 mars 2004 (consulté le 21 juin 2025)
3. 1 2  Eleanor Arnason, Les Nomades du fer, New York, William and Morrow Company, 1991, 525 p. (ISBN 0-688-10375-8)